# Matéria escura quente
Matéria escura quente (MEQ) é uma forma teórica de matéria escura que consiste em partículas que viajam em velocidades ultrarelativísticas.
A matéria escura quente não pôde explicar como as galáxias individuais se formaram a partir do Big Bang. A radiação cósmica de fundo em micro-ondas, medida pelo satélite COBE, é muito suave e as partículas em movimento rápido não podem formar aglomerados tão pequenos quanto galáxias a partir de um estado inicial deste tipo. Devido à teoria, para explicar uma estrutura em pequena escala no universo, é necessário invocar a matéria escura fria (MDL) ou a matéria escura quente (DMH). A matéria escura quente como a única explicação da matéria escura já não é viável, portanto, hoje considerada apenas como parte de uma teoria da matéria escura mista (MDM).